# アーサー・P・ジェイコブス
アーサー・P・ジェイコブス（Arthur P. Jacobs、1922年3月7日 - 1973年6月27日）は、アメリカ合衆国の映画プロデューサーである。1960年代から1970年代に多数の作品を製作し、『猿の惑星』シリーズ、『ドリトル先生不思議な旅』などを手がけた。

## フィルモグラフィ
- 何という行き方! What a Way to Go! (1964)
- ドリトル先生不思議な旅 Doctor Dolittle (1967)
- 猿の惑星 Planet of the Apes (1968)
- 0の決死圏 The Chairman (1969)
- チップス先生さようなら Goodbye, Mr. Chips (1969)
- 続・猿の惑星 Beneath the Planet of the Apes (1970)
- 新・猿の惑星 Escape from the Planet of the Apes (1971)
- ボギー!俺も男だ Play It Again, Sam (1972)
- 猿の惑星・征服 Conquest of the Planet of the Apes (1972)
- バトル・ライダー/地獄の天使たち The Dirt Gang (1972)
- トム・ソーヤーの冒険 Tom Sawyer (1973)
- 最後の猿の惑星 Battle for the Planet of the Apes (1973)
- ハックルベリーの冒険 Huckleberry Finn (1974)

### テレビ
- Topper Returns (1973) 製作総指揮